# Gnatholepis gymnocara
Gnatholepis gymnocara és una espècie de peix de la família dels gòbids i de l'ordre dels perciformes.

## Morfologia
- Els mascles poden assolir 3,7 cm de longitud total.[4]

## Hàbitat
És un peix marí, de clima subtropical i demersal que viu entre 0-1 m de fondària.

## Distribució geogràfica
Es troba al Pacífic occidental: Austràlia.

## Observacions
És inofensiu per als humans.